# Chaetolepis microphylla
Chaetolepis microphylla là một loài thực vật có hoa trong họ Mua. Loài này được (Bonpl.) Miq. mô tả khoa học đầu tiên.